# Queen's Club Championships 2002 - Qualificazioni singolare
Le qualificazioni del singolare ai Queen's Club Championships 2002 sono state un torneo di tennis preliminare per accedere alla fase finale della manifestazione. I vincitori dell'ultimo turno sono entrati di diritto nel tabellone principale. In caso di ritiro di uno o più giocatori aventi diritto a questi sono subentrati i lucky loser, ossia i giocatori che hanno perso nell'ultimo turno ma che avevano una classifica più alta rispetto agli altri partecipanti che avevano comunque perso nel turno finale.
Le qualificazioni del torneoQueen's Club Championships 2002 prevedevano 56 partecipanti di cui 7 sono entrati nel tabellone principale.

## Teste di serie
1. Mardy Fish (Qualificato)
2. Jack Brasington (primo turno)
3. Mario Ančić (ultimo turno)
4. Denis Golovanov (primo turno)
5. Noam Behr (ultimo turno)
6. Byron Black (ultimo turno)
7. Grégory Carraz (ultimo turno)

1. Jean-François Bachelot (Qualificato)
2. Jeff Salzenstein (primo turno)
3. Gilles Elseneer (Qualificato)
4. Jaymon Crabb (ultimo turno)
5. Ivo Karlović (Qualificato)
6. Bob Bryan (primo turno)
7. Louis Vosloo (primo turno)

## Qualificati
1. Mardy Fish
2. Mike Bryan
3. Ivo Karlović
4. Gouichi Motomura

1. Gilles Elseneer
2. Jean-François Bachelot
3. Grégory Carraz

## Tabellone

### Legenda
| - Q = Qualificato - WC = Wild card - LL = Lucky loser | - ALT = Alternate - SE = Special Exempt - PR = Protected Ranking | - w/o = Walkover - r = Ritirato - d = Squalificato |

### Sezione 1
|  | Primo turno     | Primo turno     | Primo turno     | Primo turno | Primo turno |  |  | Secondo turno | Secondo turno | Secondo turno | Secondo turno | Secondo turno |   |   | Ultimo turno | Ultimo turno | Ultimo turno | Ultimo turno | Ultimo turno |  |
|  |                 |                 |                 |             |             |  |  |               |               |               |               |               |   |   |              |              |              |              |              |  |
|  | 1               | Mardy Fish      | Mardy Fish      | 6           | 6           |  |  |               |               |               |               |               |   |   |              |              |              |              |              |  |
|  |                 | Doug Bohaboy    | Doug Bohaboy    | 3           | 3           |  |  | 1             | Mardy Fish    | Mardy Fish    | 6             | 6             |   |   |              |              |              |              |              |  |
|  | Stéphane Huet   | Stéphane Huet   | Stéphane Huet   | 6           | 6           |  |  |               | Stéphane Huet | Stéphane Huet | 2             | 2             |   |   |              |              |              |              |              |  |
|  | James Nelson    | James Nelson    | James Nelson    | 1           | 1           |  |  |               |               |               |               |               |   |   | 1            | Mardy Fish   | Mardy Fish   | 6            | 6            |  |
|  | Amir Hadad      | Amir Hadad      | Amir Hadad      | 7           | 7           |  |  |               |               | 11            | Jaymon Crabb  | Jaymon Crabb  | 4 | 2 |              |              |              |              |              |  |
|  | Jonathan Marray | Jonathan Marray | Jonathan Marray | 614         | 62          |  |  |               | Amir Hadad    | 6             | 2             | 5             |   |   |              |              |              |              |              |  |
|  | 11              | Jaymon Crabb    | Jaymon Crabb    | 6           | 6           |  |  | 11            | Jaymon Crabb  | 4             | 6             | 7             |   |   |              |              |              |              |              |  |
|  |                 | Daniel Vacek    | Daniel Vacek    | 3           | 0           |  |  |               |               |               |               |               |   |   |              |              |              |              |              |  |

### Sezione 2
|  | Primo turno      | Primo turno      | Primo turno   | Primo turno   | Primo turno |  |  | Secondo turno  | Secondo turno  | Secondo turno  | Secondo turno | Secondo turno |   |   | Ultimo turno   | Ultimo turno   | Ultimo turno | Ultimo turno | Ultimo turno |  |
|  |                  |                  |               |               |             |  |  |                |                |                |               |               |   |   |                |                |              |              |              |  |
|  |                  | Gianluca Pozzi   | 1             | 6             | 6           |  |  |                |                |                |               |               |   |   |                |                |              |              |              |  |
|  | 2                | Jack Brasington  | 6             | 2             | 3           |  |  | Gianluca Pozzi | Gianluca Pozzi | Gianluca Pozzi | 7             | 7             |   |   |                |                |              |              |              |  |
|  | Tuomas Ketola    | Tuomas Ketola    | Tuomas Ketola | 6             | 6           |  |  | Tuomas Ketola  | Tuomas Ketola  | Tuomas Ketola  | 64            | 6             |   |   |                |                |              |              |              |  |
|  | David Brewer     | David Brewer     | David Brewer  | 4             | 3           |  |  |                |                |                |               |               |   |   | Gianluca Pozzi | Gianluca Pozzi | 6            | 5            | 5            |  |
|  | Mike Bryan       | Mike Bryan       | 6             | 5             | 6           |  |  |                |                | Mike Bryan     | Mike Bryan    | 3             | 7 | 7 |                |                |              |              |              |  |
|  | Olivier Patience | Olivier Patience | 3             | 7             | 4           |  |  | Mike Bryan     | Mike Bryan     | 7              | 4             | 7             |   |   |                |                |              |              |              |  |
|  |                  | Nicolas Mahut    | Nicolas Mahut | Nicolas Mahut | 7           |  |  | Nicolas Mahut  | Nicolas Mahut  | 65             | 6             | 5             |   |   |                |                |              |              |              |  |
|  | 14               | Louis Vosloo     | Louis Vosloo  | Louis Vosloo  | 6(2)r       |  |  |                |                |                |               |               |   |   |                |                |              |              |              |  |

### Sezione 3
|  | Primo turno    | Primo turno    | Primo turno    | Primo turno | Primo turno |  |  | Secondo turno | Secondo turno | Secondo turno | Secondo turno | Secondo turno |   |   | Ultimo turno | Ultimo turno | Ultimo turno | Ultimo turno | Ultimo turno |  |
|  |                |                |                |             |             |  |  |               |               |               |               |               |   |   |              |              |              |              |              |  |
|  | 3              | Mario Ančić    | Mario Ančić    | 7           | 6           |  |  |               |               |               |               |               |   |   |              |              |              |              |              |  |
|  |                | James Auckland | James Auckland | 64          | 4           |  |  | 3             | Mario Ančić   | Mario Ančić   | 6             | 7             |   |   |              |              |              |              |              |  |
|  | Karol Beck     | Karol Beck     | Karol Beck     | 6           | 6           |  |  |               | Karol Beck    | Karol Beck    | 2             | 6(1)          |   |   |              |              |              |              |              |  |
|  | Ross Hutchins  | Ross Hutchins  | Ross Hutchins  | 1           | 4           |  |  |               |               |               |               |               |   |   | 3            | Mario Ančić  | Mario Ančić  | 4            | 62           |  |
|  | Gilles Müller  | Gilles Müller  | Gilles Müller  | 6           | 6           |  |  |               |               | 12            | Ivo Karlović  | Ivo Karlović  | 6 | 7 |              |              |              |              |              |  |
|  | David Sherwood | David Sherwood | David Sherwood | 4           | 4           |  |  |               | Gilles Müller | 6             | 2             | 68            |   |   |              |              |              |              |              |  |
|  | 12             | Ivo Karlović   | Ivo Karlović   | 7           | 6           |  |  | 12            | Ivo Karlović  | 4             | 6             | 7             |   |   |              |              |              |              |              |  |
|  |                | Barry Cowan    | Barry Cowan    | 63          | 3           |  |  |               |               |               |               |               |   |   |              |              |              |              |              |  |

### Sezione 4
|  | Primo turno       | Primo turno       | Primo turno       | Primo turno | Primo turno |  |  | Secondo turno     | Secondo turno     | Secondo turno     | Secondo turno     | Secondo turno     |   |   | Ultimo turno     | Ultimo turno     | Ultimo turno     | Ultimo turno | Ultimo turno |  |
|  |                   |                   |                   |             |             |  |  |                   |                   |                   |                   |                   |   |   |                  |                  |                  |              |              |  |
|  |                   | Michael Joyce     | 7                 | 4           | 6           |  |  |                   |                   |                   |                   |                   |   |   |                  |                  |                  |              |              |  |
|  | 4                 | Denis Golovanov   | 68                | 6           | 4           |  |  | Michael Joyce     | Michael Joyce     | 1                 | 6                 | 4                 |   |   |                  |                  |                  |              |              |  |
|  | Gouichi Motomura  | Gouichi Motomura  | Gouichi Motomura  | 6           | 6           |  |  | Gouichi Motomura  | Gouichi Motomura  | 6                 | 2                 | 6                 |   |   |                  |                  |                  |              |              |  |
|  | Thomas Shimada    | Thomas Shimada    | Thomas Shimada    | 3           | 3           |  |  |                   |                   |                   |                   |                   |   |   | Gouichi Motomura | Gouichi Motomura | Gouichi Motomura | 6            | 7            |  |
|  | Cristiano Caratti | Cristiano Caratti | Cristiano Caratti | 7           | 6           |  |  |                   |                   | Cristiano Caratti | Cristiano Caratti | Cristiano Caratti | 2 | 5 |                  |                  |                  |              |              |  |
|  | Oliver Freelove   | Oliver Freelove   | Oliver Freelove   | 62          | 2           |  |  | Cristiano Caratti | Cristiano Caratti | Cristiano Caratti | 6                 | 7                 |   |   |                  |                  |                  |              |              |  |
|  |                   | Kalle Flygt       | 3                 | 7           | 7           |  |  | Kalle Flygt       | Kalle Flygt       | Kalle Flygt       | 2                 | 5                 |   |   |                  |                  |                  |              |              |  |
|  | 9                 | Jeff Salzenstein  | 6                 | 63          | 63          |  |  |                   |                   |                   |                   |                   |   |   |                  |                  |                  |              |              |  |

### Sezione 5
|  | Primo turno       | Primo turno       | Primo turno       | Primo turno | Primo turno |  |  | Secondo turno | Secondo turno   | Secondo turno   | Secondo turno   | Secondo turno |   |   | Ultimo turno | Ultimo turno | Ultimo turno | Ultimo turno | Ultimo turno |  |
|  |                   |                   |                   |             |             |  |  |               |                 |                 |                 |               |   |   |              |              |              |              |              |  |
|  | 5                 | Noam Behr         | Noam Behr         | 6           | 6           |  |  |               |                 |                 |                 |               |   |   |              |              |              |              |              |  |
|  |                   | Simon Dickson     | Simon Dickson     | 2           | 4           |  |  | 5             | Noam Behr       | Noam Behr       | 6               | 6             |   |   |              |              |              |              |              |  |
|  | Julien Varlet     | Julien Varlet     | Julien Varlet     | 6           | 6           |  |  |               | Julien Varlet   | Julien Varlet   | 0               | 2             |   |   |              |              |              |              |              |  |
|  | Laurence Tieleman | Laurence Tieleman | Laurence Tieleman | 2           | 3           |  |  |               |                 |                 |                 |               |   |   | 5            | Noam Behr    | 7            | 4            | 4            |  |
|  | Jonathan Erlich   | Jonathan Erlich   | Jonathan Erlich   | 6           | 7           |  |  |               |                 | 10              | Gilles Elseneer | 63            | 6 | 6 |              |              |              |              |              |  |
|  | Lee Childs        | Lee Childs        | Lee Childs        | 3           | 5           |  |  |               | Jonathan Erlich | Jonathan Erlich | 0               | 62            |   |   |              |              |              |              |              |  |
|  | 10                | Gilles Elseneer   | Gilles Elseneer   | 6           | 6           |  |  | 10            | Gilles Elseneer | Gilles Elseneer | 6               | 7             |   |   |              |              |              |              |              |  |
|  |                   | Andrew Banks      | Andrew Banks      | 2           | 0           |  |  |               |                 |                 |                 |               |   |   |              |              |              |              |              |  |

### Sezione 6
|  | Primo turno          | Primo turno            | Primo turno            | Primo turno | Primo turno |  |  | Secondo turno | Secondo turno          | Secondo turno          | Secondo turno          | Secondo turno          |   |   | Ultimo turno | Ultimo turno | Ultimo turno | Ultimo turno | Ultimo turno |  |
|  |                      |                        |                        |             |             |  |  |               |                        |                        |                        |                        |   |   |              |              |              |              |              |  |
|  | 6                    | Byron Black            | Byron Black            | 6           | 7           |  |  |               |                        |                        |                        |                        |   |   |              |              |              |              |              |  |
|  |                      | Gunther Darkey         | Gunther Darkey         | 3           | 62          |  |  | 6             | Byron Black            | Byron Black            | 6                      | 6                      |   |   |              |              |              |              |              |  |
|  | Justin Layne         | Justin Layne           | Justin Layne           | 6           | 6           |  |  |               | Justin Layne           | Justin Layne           | 2                      | 1                      |   |   |              |              |              |              |              |  |
|  | Robbie Koenig        | Robbie Koenig          | Robbie Koenig          | 3           | 4           |  |  |               |                        |                        |                        |                        |   |   | 6            | Byron Black  | Byron Black  | 4            | 2            |  |
|  | Stefano Pescosolido  | Stefano Pescosolido    | 4                      | 6           | 6           |  |  |               |                        | 8                      | Jean-François Bachelot | Jean-François Bachelot | 6 | 6 |              |              |              |              |              |  |
|  | Aisam-ul-Haq Qureshi | Aisam-ul-Haq Qureshi   | 6                      | 3           | 1           |  |  |               | Stefano Pescosolido    | Stefano Pescosolido    | 1                      | 2                      |   |   |              |              |              |              |              |  |
|  | 8                    | Jean-François Bachelot | Jean-François Bachelot | 6           | 7           |  |  | 8             | Jean-François Bachelot | Jean-François Bachelot | 6                      | 6                      |   |   |              |              |              |              |              |  |
|  |                      | Scott Draper           | Scott Draper           | 4           | 62          |  |  |               |                        |                        |                        |                        |   |   |              |              |              |              |              |  |

### Sezione 7
|  | Primo turno  | Primo turno     | Primo turno    | Primo turno | Primo turno |  |  | Secondo turno   | Secondo turno   | Secondo turno  | Secondo turno   | Secondo turno   |   |   | Ultimo turno | Ultimo turno   | Ultimo turno   | Ultimo turno | Ultimo turno |  |
|  |              |                 |                |             |             |  |  |                 |                 |                |                 |                 |   |   |              |                |                |              |              |  |
|  | 7            | Grégory Carraz  | Grégory Carraz | 6           | 6           |  |  |                 |                 |                |                 |                 |   |   |              |                |                |              |              |  |
|  |              | Eric Taino      | Eric Taino     | 3           | 4           |  |  | 7               | Grégory Carraz  | Grégory Carraz | 7               | 6               |   |   |              |                |                |              |              |  |
|  | Peter Luczak | Peter Luczak    | Peter Luczak   | 62          | 1           |  |  |                 | Peter Luczak    | Peter Luczak   | 63              | 3               |   |   |              |                |                |              |              |  |
|  | Alan Mackin  | Alan Mackin     | Alan Mackin    | 7           | 0r          |  |  |                 |                 |                |                 |                 |   |   | 7            | Grégory Carraz | Grégory Carraz | 7            | 6            |  |
|  | Rik De Voest | Rik De Voest    | 3              | 6           | 6           |  |  |                 |                 |                | Danai Udomchoke | Danai Udomchoke | 6 | 1 |              |                |                |              |              |  |
|  | Eyal Erlich  | Eyal Erlich     | 6              | 4           | 4           |  |  | Rik De Voest    | Rik De Voest    | 2              | 6               | 5               |   |   |              |                |                |              |              |  |
|  |              | Danai Udomchoke | 3              | 6           | 6           |  |  | Danai Udomchoke | Danai Udomchoke | 6              | 2               | 7               |   |   |              |                |                |              |              |  |
|  | 13           | Bob Bryan       | 6              | 4           | 4           |  |  |                 |                 |                |                 |                 |   |   |              |                |                |              |              |  |